# 横山ホットブラザーズ
横山ホットブラザーズ（よこやまホットブラザーズ）は、ケーエープロダクション所属（2011年より吉本興業と業務提携）の日本の音楽ショウグループ。元松竹芸能所属。「しゃべくり漫才」→「シチュエーションコント」が主流を占める中で、楽器を用いた音曲漫才・ボーイズ物の伝統を守った、数少ないグループの一つ。
結成は戦前に遡り、戦後は戎橋松竹、トップホットシアター、道頓堀角座等をホームグラウンドに、キャバレー廻り等もした。定席やテレビ・ラジオ出演の他に、営業も数多くこなした。

## メンバー
横山姓は本名で、横山エンタツ、横山ノックら漫才師の「横山」一門とは関係が無い。
家父・創始者の横山東六には7 - 8人の子があったが、長男と長女は幼くして病死している。他の子は殆どがメンバーに在籍した。

### メンバー
横山 アキラ（本名：横山 彰、1932年8月7日 - 2020年12月9日）
長男、大阪府出身。ミュージックソー・ギター担当。
昨今ギターはほとんど叩いて音頭を取ったりする位で、きちんと弾くことは滅多にないが、 市川福治・かな江直伝の阿呆陀羅経などもこなす腕前を誇る。かつては進駐軍相手のジャズバンドに所属していた。のこぎりを叩く「お～ま～え～は～ア～ホ～か～」のギャグは有名である。2012年に自転車で転倒し、腰の骨にヒビが入る重傷を負ったが、その後も舞台に立った。2016年秋のなんばグランド花月での舞台が最後となった。
2020年12月9日午前8時､腎不全のため大阪市の療養施設で死去。88歳没。
横山 マコト（本名：横山 誠、1934年6月16日 - 2022年4月22日）
次男、大阪府出身。アコーディオン担当。
かつては高級で音の良いアコーディオンを使用していたが、近年体力面からアキラのミュージックソー演奏中はアコーディオンを肩から下ろし、アコーディオンも小型軽量な物を使用している。いわゆる絶対音感の持ち主であり、音楽を聴きながら記譜ができるという。また作曲家として、学校の校歌や企業の社歌などを数多く手掛けている。毎朝の散歩を日課としていた。
妻は浪曲師松浦四郎の娘。
2022年4月22日、朝の散歩中に自宅付近で体調の異変を訴え、通り掛かった知人が通報し救急搬送中されたが、虚血性心疾患で死去。87歳没。
横山 セツオ（本名：横山 節雄、1946年4月3日 - ）
三男、大阪府出身。エレキギター担当。
学生時代からバンド活動に参加。近畿大学を中退し1966年から加入。初舞台で緊張のあまりセリフに詰まっていると、長男から「おまえはしゃべらんでええ。そこにたっているだけでエエ。」というツッコミはお約束のフレーズとして続いた。

### 元メンバー
横山 東六（本名：横山 登二、1906年11月11日 - 1980年11月6日）
バイオリン担当。父親で創始者。
音楽学校卒の元楽士で、1928年に関西交響楽団（現在の大阪フィルハーモニー交響楽団の前身とは別団体）に入団。
1933年より陽気屋東六の名で音曲漫才に転向し、落語家出身の笑福亭福之助（後の鹿島洋々）とコンビを組み、新世界アシベ劇場で漫才初舞台。
1974年頃から健康上の理由で徐々に出番を減らし、1975年に引退。
小田 レイジ（当時は横山 レイジ）（本名：小田 栄正、1930年3月16日 - ）
広島県呉出身。東六の弟子。途中から洋二に交代。
国鉄に勤務していたが芸界に憧れショウを自ら結成。後に妻と夫婦漫才を組む。
脱退後は吉本興業のザ・ダッシュに加入、ポケットミュージカルスでも活躍。その後は片山津温泉街で宴会の司会業をした。
横山 洋二（本名：上甲 元行、生没年不詳）
東六の弟子。
父は永田キングの弟子の永田小キング、母は星ギン子・ララ子の星ギン子。
1974年にセツオと交代。何でも用事が済むようにとこの名が付いた。

## 略史
- 1936年 - 東六が妻の登志子、娘のセツコ、リュウコに弟子一門を従えて「横山トーロクショウ」を結成。当初はバンドスタイルの比較的真面目な歌謡ショウで、ボーカルやドラムもいた。「横山トニー一党」と称したこともある。
- 1937年 - 次男マコトが加入。
- 1944年 - 長男アキラが加入。戦後「横山ファミリーショウ」と改称。
- 1952年 - 戎橋松竹出演に際し、男性ばかりのメンバー（東六、アキラ、マコト）では華がないと、女性ボーカルの横山まさ美を招いて「横山ホットブラザーズ」と改称。
- 1960年 - まさ美が抜ける。弟子のレイジが加入。
- 1963年頃 - シゲルが脱退[4]。
- 年代不明 - 弟子の洋二が加入。
- 1966年 - 洋二と入れ替わりに、三男セツオが加入。
- 1971年 - 第6回 上方漫才大賞 奨励賞受賞。
- 1975年 - 東六が引退、兄弟トリオに。
- 1985年 - 第9回 日本パロディ展 優秀賞受賞。
- 1991年 - 第20回 上方お笑い大賞 審査員特別賞。
- 1994年 - 第29回 上方漫才大賞 審査員特別賞受賞。
- 1996年 - 平成8年度 第51回 文化庁芸術祭 大賞受賞。
- 2003年 - 第38回 上方漫才大賞 大賞受賞。
- 2009年 - 上方演芸の殿堂入り。
- 2011年3月 - ケーエープロダクション所属のまま、吉本興業と業務提携[5]。
- 2011年4月 - 43年ぶりに花月の通常公演に出演。以降NGKやよしもと祇園花月に出演。
- 2016年10月 - 最後の舞台。
- 2017年6月9日、大阪市の無形文化財に指定されたことが発表される。上方漫才部門では夢路いとし・喜味こいしに次いで2例目の指定[6]。
- 2020年12月 - 長男アキラが死去。
- 2022年4月 - 次男マコトが死去。

## 芸風
- テーマソングは父東六が参加していたころは「歌って笑ってリズムショー／楽しくふざけるリズムショー／陽気に愉快に仲良く奏でるホットブラザーズ〜♪」後に「（とかくこの世は朗らかに／笑う門には福が来る／歌う門にもちょいと福が来る）歌って笑ってホットブラザーズ〜♪」となっている。
- 出だしは決まって、マコトの歌（殆ど「北酒場」だが、「無錫旅情」など別の歌を用いる場合もある）。アキラがそれに「ヤッコラマタ、ドッコイマタ」と頬を痙攣させつつ合いの手を入れ、次第にオーバーアクションになってマコトの歌を食ってしまい、マコトが「やかましわい！」とツッコんで中断する。
- その後は、掛け合い~歌合戦系のネタと、楽器演奏系のネタに分かれる。
- アキラ（ボケ）とマコト（ツッコミ）の漫才形式で進行し、セツオの絡みは少ない。セツオがツッ込んだ場合は、それにアキラとマコトがツッ込み、セツオがいじられて会話から弾き出されるパターンが多い。
- 歌合戦系のネタの場合は、何かのテーマ（季節ネタや時事ネタ、地方巡業の場合はご当地ネタなど、演じる場に合わせる）に沿った歌を互いに出し合う形と、しりとり等のゲームで歌を繋いでいく形があり、この場合、マコトの仕切りでアキラとセツオが対戦、という役割分担になる。最初は普通にテーマに沿った歌を出し合うが、対戦が進むに連れいい加減な語呂合わせが増え、最終的に破綻するパターンが多い。
- しりとり型の場合は、司会のマコトがセツオに優しく、アキラには難しくなるように仕切っていき、アキラが苦し紛れに出す歌にマコトがツッ込むパターンが定番。どちらもマコトのツッコミに、アキラがオチをつけて下げとなる。
- 楽器演奏系の場合は、家財道具（後述）を使って珍妙かつ軽快な音を出し、客を感心させるボーイズ芸を見せる。

## 使用楽器

### 使用中の楽器
ミュージックソー（のこぎりの形をした楽器）
轟一蝶・美代子（漫画トリオの初代横山フックの親）から、バイオリンを分解するネタとともに東六が教わり、息子のアキラに伝授した。のこぎりは一蝶がアメリカに行った際に買ってきたものを戦後譲り受けた。
西洋のこぎりから派生した、演奏専用に作られた楽器（演奏用ではなく、本物ののこぎりだったという指摘もある）。アキラはこれを弾かずに、打楽器用のマレットで叩いて音を出す。
音程と余韻の操作をしつつ、7拍叩いて「お〜ま〜え〜は〜ア〜ホ〜か〜」と聞かせるギャグと、マコトのアコーディオン、セツオのギター伴奏によって「荒城の月」「六甲おろし」「お正月」等を演奏する持ち芸がある。
特に「おまえはアホか」はアキラの代名詞になっており、他の追随を許さぬ第一人者になっている。
横山裕（SUPER EIGHT）はアキラからこの芸を直伝された。
「おまえはアホか」を音階で表すと「ド♯　ド♯　ド♯　シ♭　ド♯　シ♭　ド♯」となる。
「おまえはアホか」を音声認識式のコンピュータに入力すると、何故か「米陸軍」と出る（『探偵!ナイトスクープ』の小ネタより）。
近年レパートリーに「世界に一つだけの花」が加わり、『笑っていいとも!』では香取慎吾の前で披露された。
小型のミュージックソーを使用する場合もある。
嘉門達夫のアルバム「天賦の才能」収録の「アカペラな夜」には、この「お～ま～え～は～ア～ホ～か～」の音源が曲中に収録されている。
ガラクタパーカッション
マコトが担当。
おもちゃの木琴を中央に、周りに左からうちわ太鼓、ひしゃく、ちりとり、ホーン、小型のフライパン、などを装備したミニチュアのパーカッションセット。
小さいため台が必要だが、舞台には台がないので、アキラを座らせて肩と頭部に乗せて演奏する。この時アキラはクラリネットを吹く。
セツオのギター伴奏で「ドレミの歌」や「大阪ラプソディ」等を演奏する。
楽器演奏のネタの場合、多くはこれがオチネタにされ、曲の途中でマコトが乱打して、台のアキラが「えーい、うるさい!」とセットを放り出して下げとなる。
ハーモニカ
アキラが担当。ハーモニカを鼻息で吹いていた、父の東六から受け継いだネタ。
ハーモニカの端に棒を立て、皿を回しながら吹奏する。
その後そのハーモニカのもう一端でもう一枚皿を回し、その下に棒を立ててリコーダーで「おおスザンナ」を吹く。
釜とフライパン
アキラがフライパン、セツオが釜を持ち、各々底をマレットで叩き、アコーディオンに合わせて長唄「勧進帳」を演奏する。
最後はセツオが釜を表側にし、内ポケットから取り出した太鼓の撥で「カーン」と釜を叩いて、下げになる。

### 過去に使用していた楽器
壊れるヴァイオリン「ストラディヴァリウス?」
父・東六のネタ。
モーニング姿でヴァイオリンを抱え、舞台に登場。短く一曲を弾き終え、「これは（ヴァイオリニストの）辻久子の持っているストラディヴァリウスよりもさらに高い…明日から、見られまへんで。明日からフェスティバルホールに出まんねん…」などと笑わせる。
「ホンマに、丈夫だんねん」とヴァイオリンを叩くと、ネックが根元から折れて「おじゃましました！」と言いながら舞台を降りる。言うまでもなく、ネックは最初から根元が固定されていない。
箒とはたき
東六、アキラ、マコトのネタ。
竹箒とはたきを改造。箒の柄の部分には弦、はたきには弓が張ってあり、バイオリンのように演奏する。
箒の柄の先には吹き込み口と穴が穿ってあり、フルートのように演奏できる（この部分のみマコトが担当）。
セツオのエレキギター伴奏で「お手々つないで」を演奏する。
三味線
東六のネタ。
胸から提げたハーモニカを吹き、足で太鼓を叩き、ピックで三味線を弾き、残りの薬指・小指に付けた撥で鉦を叩く。

## その他
- 2005年11月現在、NHKラジオ第1放送の演芸番組『上方演芸会』に170回超出演しており、現役芸人として最多の出演回数を誇る（歴代最多は夢路いとし・喜味こいしの230回超）。
- 上方演芸会には191回出演した（2021年4月放送の上方演芸会「横山アキラさんをしのんで」より）
- メンバーの「長男・次男・三男」の位置づけは飽くまでグループ内のもので、出生順とは異なる。三男とされるセツオは、実際は8人兄弟の末っ子である（本人談）。
- かつて大津市の紅葉パラダイスで月に1度行われていた、のど自慢大会のバックバンドを務めていた。このバンドは通常の3人のメンバーのほかに増員されており、びわ湖放送とKBSテレビで放送されていた。
- 次男・マコトは「横山誠」の名前で大阪市立苅田南小学校の校歌を作曲している[8]。

## 出演番組

### テレビ
- お好み演芸会→演芸ひろば→笑いがいちばん（NHK総合）
- 初笑い東西寄席（NHK総合） - 吉本との業務提携後も、松竹芸能の劇場から出演。
- MUSIC JAPAN（NHK総合）2011年3月6日の放送にゲスト出演し鋸演奏を披露。またノースリーブスとNot yetに鋸演奏を指導。
- バラエティー生活笑百科（NHK大阪放送局）
- 笑点（日本テレビ系列） - 不定期で出演。
- 笑っていいとも!（フジテレビ系列）「火曜名人劇場」にゲスト出演。
- めちゃ×2イケてるッ!（フジテレビ系列）「笑わず嫌い王決定戦」のコーナー
- 初詣!爆笑ヒットパレード（フジテレビ系列）
- ラジごめII金曜日の王様（中京テレビ放送） - パーソナリティである嘉門達夫の持ちネタの一つ「歌が途中で変わるシリーズ」として視聴者から送られてきたものに、どんな歌も「ホットブラザーズ」につなげてしまうというホットブラザーズブームが起き、これが縁でゲスト出演した。

ほか

### ラジオ
- 上方演芸会（NHKラジオ第1放送） - 3 - 4ヶ月に1度の割合で出演。
- 歌謡曲でいこう（朝日放送ラジオ）
- ホットのしゃべって当てまショー!（MBSラジオ） - 唯一の冠番組として四半世紀親しまれた。

### CM
- 医療法人いなほ会 くまざき歯科（ラジオCM）
- 松下電器（現・パナソニック）「ほっとベルト」
- NTTドコモ「やりくりくん」
- 毎日オートセンター（横山アキラのみ）
- サッポロビール

## レコード
- 「ホットの日本列島うかれ節」（日本レコード）

## 弟子
東六の弟子
- 横山レイジ（後の小田レイジ）
- 横山洋二
- 横山サンデー（後の柳サンデー）

横山ホットブラザーズの弟子
- 立山ライン - 「昭和のまー君」名義で楽器・のこぎり演奏を交えたピンの漫談家
- 立山センター - 立山センター・オーバーのコンビで活動中
- おしどり

その他
- 直弟子ではないが、戦後間もない頃正司花江（後かしまし娘）の面倒を見ていた。